# Стокгольмский синдром

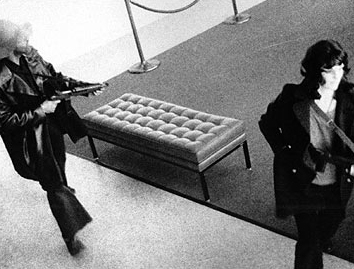
Заложница-террорист Патрисия Хёрст (справа) во время ограбления банка «Хиберния» (Сан-Франциско). Патрисию похитила 4 февраля 1974 группа «Симбионистская армия освобождения» (Symbionese Liberation Army). Террористы получили от её семьи 4 млн долларов, но девушка освобождена не была. Позже выяснилось, что она вступила в ряды С. А. О. под угрозой убийства

Стокго́льмский синдро́м (англ. Stockholm syndrome) — термин, популярный в психологии, описывающий защитно-бессознательную травматическую связь, взаимную или одностороннюю симпатию, возникающую между жертвой и агрессором в процессе захвата, похищения и/или применения или угрозы насилия. Под воздействием сильного переживания заложники начинают сочувствовать своим захватчикам, оправдывать их действия и в конечном счёте отождествлять себя с ними, перенимая их идеи и считая свою жертву необходимой для достижения «общей» цели.
Вследствие видимой парадоксальности психологического феномена термин «стокгольмский синдром» стал широко популярен и приобрёл много синонимов: известны такие наименования, как «синдром идентификации заложника» (англ. Hostage identification syndrome), «синдром здравого смысла» (англ. Common sense syndrome), «стокгольмский фактор» (англ. Stockholm factor), «синдром выживания заложника» (англ. Hostage survival syndrome) и др. Авторство термина «стокгольмский синдром» приписывают криминалисту Нильсу Бейероту, который ввёл его во время анализа ситуации, возникшей в Стокгольме во время захвата заложников в августе 1973 года. Заложники защищали своих похитителей после освобождения и не соглашались давать показания против них в суде. Механизм психологической защиты, лежащий в основе стокгольмского синдрома, был впервые описан Анной Фрейд в 1936 году, когда и получил название «идентификация с агрессором».
Исследователи полагают, что стокгольмский синдром является не психологическим парадоксом, не расстройством или синдромом, а скорее нормальной реакцией человека на сильно травмирующее психику происшествие. Так, стокгольмский синдром не включён ни в одну классификацию психических расстройств.
Согласно данным ФБР о более чем 1200 случаях захвата заложников с баррикадированием захвативших в здании, стокгольмский синдром отмечен всего в 8 % случаев(150 из 1200).

## Захват заложников в Стокгольме в 1973 году

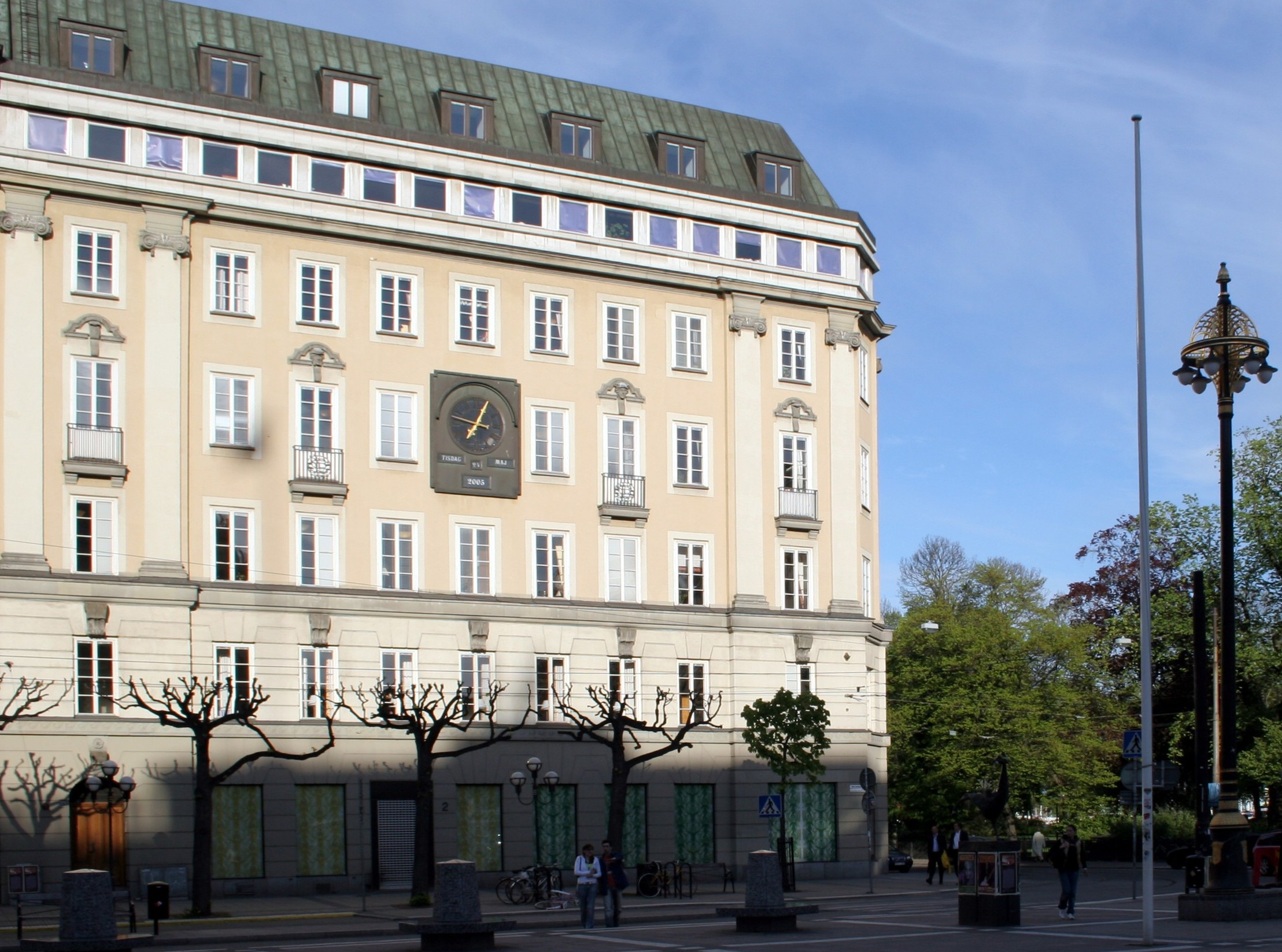
Здание Коммерческого банка в Стокгольме, Швеция, в котором в 1973 году произошла попытка ограбления и захват заложников

23 августа 1973 года освобождённый из тюрьмы Ян-Эрик Олссон в одиночку захватил банк «Kreditbanken» (Стокгольм, Швеция), ранив одного полицейского и взяв в заложники четверых работников банка: трёх женщин (Биргитту Лундблад, Кристин Энмарк, Элисабет Ольдгрен) и мужчину (Свена Сефстрёма). По требованию Олссона полиция доставила в банк его сокамерника Кларка Улофссона. Заложники звонили премьер-министру Улофу Пальме и требовали выполнить все условия преступников.
26 августа полицейские просверлили отверстие в потолке и сфотографировали заложников и Улофссона, однако Олссон заметил приготовления, начал стрелять и пообещал убить заложников в случае газовой атаки. 28 августа газовая атака всё-таки состоялась. Через полчаса захватчики сдались, а заложников вывели целыми и невредимыми. Бывшие заложники заявили, что боялись не захватчиков, которые ничего плохого им не сделали, а полиции. По некоторым данным, они за свои деньги наняли адвокатов Олссону и Улофссону.
Психиатр Нильс Бейерут, который консультировал полицию во время инцидента и решения которого критиковались заложниками, для объяснения их поведения придумал термин Norrmalmstorgssyndromet (Норрмальмсторгский синдром), впоследствии трансформировавшийся в понятие «стокгольмский синдром».
В ходе судебного разбирательства Улофссону удалось доказать, что он не помогал Олссону, а, напротив, пытался спасти заложников. С него сняли все обвинения и отпустили. На свободе он встретился с Кристин Энмарк, и они стали дружить семьями. Олссон был приговорён к 10 годам тюремного заключения, где впоследствии получал много восхищённых писем от женщин.

## Опасность синдрома
Опасность стокгольмского синдрома заключается в действиях заложника против собственных интересов, как, например, воспрепятствование своему освобождению. Известны случаи, когда во время антитеррористической операции заложники предупреждали террористов о появлении спецназовца и даже заслоняли террориста своим телом. В других случаях террорист прятался среди заложников, и никто его не разоблачал. Как правило, стокгольмский синдром проходит после того, как террористы убивают первого заложника.

## Факторы, влияющие на формирование стокгольмского синдрома
Стокгольмский синдром может получить развитие при:
- политических и криминальных терактах (захват заложников);
- военных карательных операциях (например, при взятии военнопленных);
- лишении свободы в концентрационных лагерях и тюрьмах;
- отправлении судебных процедур;
- развитии авторитарных межличностных отношений внутри политических групп и религиозных сект;
- реализации некоторых национальных обрядов (например, при похищении невесты);
- похищении людей с целью обращения в рабство, шантажа или получения выкупа;
- вспышках внутрисемейного, бытового и сексуального насилия.

Механизм психологической защиты основан на надежде жертвы, что агрессор проявит снисхождение при условии безоговорочного выполнения всех его требований. Поэтому пленник старается продемонстрировать послушание, логически оправдать действия захватчика, вызвать его одобрение и покровительство.
Гуманизация отношений между захватчиком и жертвой является ключевой при формировании стокгольмского синдрома и обусловливается следующими факторами:
- возможностью и качеством социального взаимодействия. Чтобы затруднить развитие эмоциональных отношений, пленникам могут завязывать глаза, затыкать рот кляпом. С этой же целью охранники могут часто меняться местами[3][4];
- возможностью рационального объяснения проявленной жестокости. Необъяснимая, нерациональная жестокость убивает развитие симпатии между сторонами. В обратном случае, если, например, один из заложников погибает в результате сопротивления террористам, то выжившие стараются оправдать вспышку жестокости провокативным (опасным для остальных) поведением самого погибшего[3];
- языковым барьером. Запрет переговариваться и (или) незнание языка сильно затрудняет формирование симпатии между заложниками и террористами[3];
- психологической грамотностью, знанием приёмов выживания[3]. Психологически грамотный заложник и (или) террорист имеют больше шансов повлиять друг на друга;
- личностными качествами обеих сторон, их способностью к дипломатическому общению. Заложник, обладающий дипломатическими качествами, способен переубедить противника, сместить его точку зрения[3];
- системой культурных стереотипов. Расовые, этнические, религиозные и идеологические разногласия оказывают жёсткое негативное влияние на развитие симпатии между захватчиком и его жертвой. Они с трудом поддаются изменению за такой короткий промежуток времени[3] и могут спровоцировать неприязнь, вспышку жестокости и даже гибель заложников;
- длительностью пребывания в плену[3]. Стокгольмский синдром формируется после 1—4 дней лишения свободы и усиливается в случае изоляции пленников. При долгом нахождении в плену заложник общается с захватчиком, узнаёт его как человека, понимает причины захвата, чего захватчик хочет добиться и каким способом; особенно это проявляется при терактах, имеющих политическую подоплёку — заложник узнаёт претензии захватчика к власти, проникается ими и может убедить себя, что позиция захватчика — единственно правильная.

Зная, что террористы хорошо понимают, что до тех пор, пока живы заложники, живы и сами террористы, заложники занимают пассивную позицию, у них нет никаких средств самозащиты ни против террористов, ни в случае штурма. Единственной защитой для них может быть терпимое отношение со стороны террористов. В результате заложники психологически привязываются к террористам и начинают толковать их действия в свою пользу. Известны случаи, когда жертвы и захватчики месяцами находились вместе, ожидая выполнения требований террориста.
В случаях особо жестокого обращения заложники психологически дистанцируются от ситуации; убеждают себя, что это происходит не с ними, что с ними такое произойти не могло, и вытесняют из памяти травмирующее событие, занимаясь конкретной деятельностью.
Если никакого вреда жертве не причиняется, некоторые люди, будучи менее подвержены синдрому в процессе адаптации к данной ситуации и почувствовав потенциальную неспособность захватчиков причинить им вред, начинают их провоцировать.
После освобождения выжившие заложники могут активно поддерживать идеи захватчиков, ходатайствовать о смягчении приговора, посещать их в местах заключения и т. д.

## Разновидности
1. «Бытовой» стокгольмский синдром, возникающий в доминантных семейно-бытовых отношениях, является второй наиболее известной разновидностью стокгольмского синдрома. Действия и отношения, подобные тем, кто испытывает стокгольмский синдром, также были обнаружены у жертв сексуального насилия, торговли людьми, террора, а также политического и религиозного угнетения.
Существуют свидетельства того, что некоторые жертвы сексуального насилия в детстве чувствуют связь со своим обидчиком. Они часто чувствуют себя польщёнными вниманием взрослых или боятся, что раскрытие приведёт к разрушению семьи. В зрелом возрасте они сопротивляются раскрытию по эмоциональным и личным причинам.
2. Есть необычная разновидность Стокгольмского синдрома, называемая «корпоративной». Она проявляется во время диктатуры на работе и подчинения человека своему «руководителю».

## Профилактика при ведении переговоров и дебрифинг
В ведении переговоров при захвате заложников одной из психологических задач медиатора является поощрение развития взаимной симпатии (стокгольмского синдрома) между заложниками и захватчиками с целью увеличения шансов заложников на выживание. Директор исследовательских программ Центра предотвращения международных преступлений д. н. Адам Дольник сообщил по этому поводу в интервью «Новой газете»: 
Переговорщик просто обязан провоцировать, поощрять формирование этого синдрома любыми способами. Потому что если террористы и заложники будут нравиться друг другу, то тогда меньше шансов, что заложники сделают что-то глупое, что повлекло бы жёсткие действия террористов. А террористам, в свою очередь, будет крайне трудно решиться на убийство заложников, к которым они испытывают симпатию.
Методики проведения дебрифинга (психологической консультации) выживших заложников в случае их удачного освобождения разнятся в зависимости от характера ситуации, сформировавшей стокгольмский синдром. Например, дебрифинг освобождённых военнопленных отличается по своей структуре от дебрифинга заложников политических терактов.

## Захват резиденции японского посла в Лиме
Захват резиденции японского посла в Лиме 17 декабря 1996 года — это самый крупный за всю историю захват такого большого числа высокопоставленных заложников из разных стран мира, неприкосновенность которых установлена международными актами.
Террористы (члены перуанской экстремистской группировки «Революционное движение имени Тупака Амару»), появившиеся под видом официантов с подносами в руках, захватили резиденцию посла вместе с 500 гостями во время приёма по случаю дня рождения императора Японии Акихито и потребовали, чтобы власти освободили около 500 их сторонников, находящихся в тюрьмах.
Сразу после этого захвата заложников общественность стала обвинять президента Перу Альберто Фухимори в бездействии и в том, что он не обеспечил надёжной охраны посольства, лидеры западных стран, чьи граждане оказались в числе заложников, оказывали на него давление и требовали, чтобы безопасность заложников была приоритетной целью при их освобождении. В таких условиях ни о каком штурме посольства, ни о каких других силовых мерах освобождения заложников речи не шло.
Через две недели террористы освободили 220 заложников, сократив число своих пленников, чтобы их легче было контролировать. Освобождённые заложники своим поведением озадачили перуанские власти. Они выступали с неожиданными заявлениями о правоте и справедливости борьбы террористов. Находясь долгое время в плену, они стали испытывать одновременно и симпатию к своим захватчикам, и ненависть и страх по отношению к тем, кто попытается насильственным способом их освободить.
По мнению перуанских властей, главарь террористов Нестор Картолини, бывший текстильный рабочий, был исключительно жестоким и хладнокровным фанатиком. С именем Картолини была связана целая серия похищений крупных перуанских предпринимателей, от которых революционер требовал денег и других ценностей под угрозой смерти. Однако на заложников он произвёл совершенно иное впечатление. Крупный канадский бизнесмен Кьеран Мэткелф сказал после своего освобождения, что Нестор Картолини — вежливый и образованный человек, преданный своему делу.
Описанный случай дал название «лимскому синдрому» (англ. Lima syndrome). Ситуация, при которой террористы испытывают настолько сильную симпатию к заложникам, что отпускают их, является обратным примером (частным случаем) стокгольмского синдрома.